# تل الصيف (رواية)
تل الصيف (بالإنجليزية: The Hill of Summer)‏ هي رواية من الأدب السياسي للكاتب الأمريكي ألن دروري نشرت في عام 1981.

## القصة
وجد هاملتون دلباتشر نفسه في مواجهة حاسمة مع رئيس الوزراء السوفيتي الجديد يوري سيرابين، بعد أن تولى رئاسة الولايات المتحدة بوفاة سلفه. في موسكو وواشنطن العاصمة - في الأمم المتحدة وفي عواصم أوروبا - في كل مكان يبدو العالم مذعورًا خوفا من اصطدام هاتين القوتين العظميين، ومعرضا الحياة البشرية كلها للفناء. ومن خلال اجتماعات القمة والمناورات العسكرية العالمية والمفاوضات السرية، يطارد قائدا القوى العظمى في العالم بعضهما البعض بلا هوادة - وكلاهما مصمم على الفوز، وكلاهما يدرك تمامًا عواقب الخسارة!